# Sultanat de Pontianak
Pour les articles homonymes, voir Pontianak et Kabupaten de Pontianak.
1771 – 17 août 1950

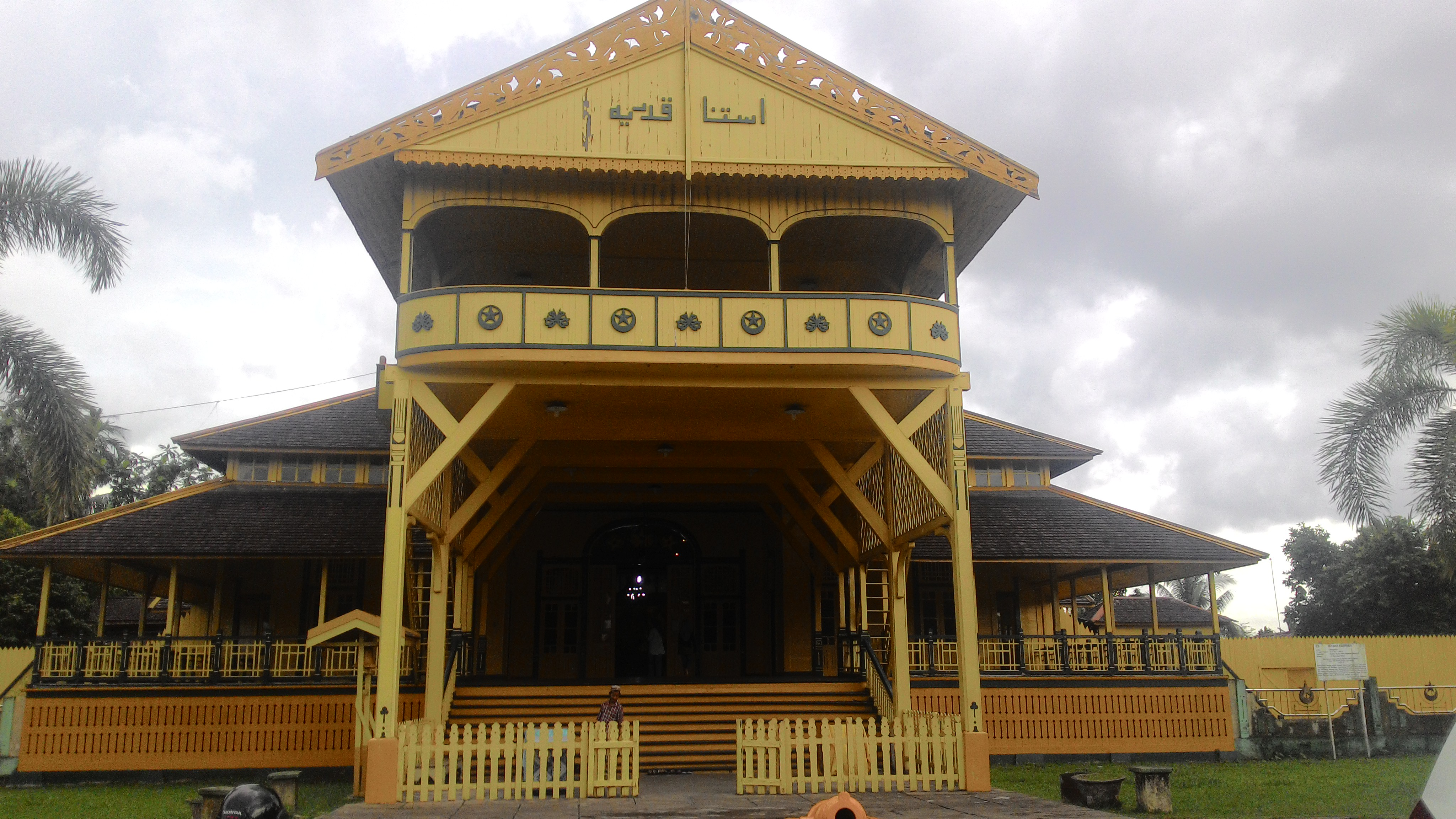
Le palais Kadriyah des sultans de Pontianak

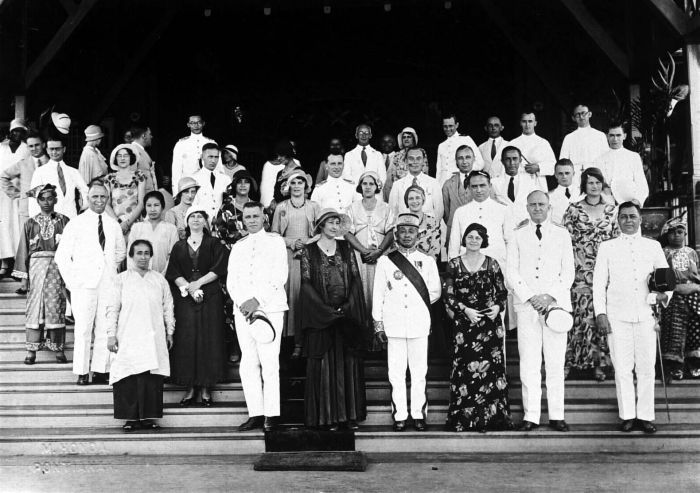
Réception chez le sultan de Pontianak vers 1930

Le sultanat de Pontianak est un État princier d'Indonésie situé dans la province de Kalimantan occidental dans l'île de Bornéo. Le palais des sultans, appelé « palais Kadariah » du nom du fondateur du sultanat, Abdurrahman al Kadrie, se trouve dans la ville de Pontianak, la capitale de la province.

## Histoire
En 1771, un aventurier arabe originaire du Hadramaout, Abdurrahman al Kadrie, qui se disait descendant du prophète de l'islam Mahomet, attiré par des rumeurs sur l'existence de mines de diamant dans l'ouest de Bornéo, fonde Pontianak sur l'emplacement d'un ancien comptoir maritime. Afin de légitimer sa position, il épouse d'abord une fille du prince de Mempawah puis une fille du sultan de Banjar.
Peu de temps après la fondation du sultanat, en 1775, des Chinois fondent une gōngsī (association économique) pour exploiter l'or dans l'intérieur.
Al Kadrie s'allie à la VOC (Compagnie néerlandaise des Indes orientales). Celle-ci le reconnaît comme sultan de Pontianak en 1779.
Au début du XIXe siècle, l'ouest de Bornéo est marqué par la rivalité entre Anglais et Néerlandais. Les Néerlandais signent des traités avec les différents États de la côte, dont le sultanat de Pontianak. Cet intérêt néerlandais pour la région se heurte à la résistance des gōngsī chinoises qui contrôlent les mines d'or de l'intérieur.
L'expansion de Pontianak, avec l'appui des Néerlandais, est marquée par la prise de Sambas, dans le nord aux Bugis, et la destruction du royaume de Sukadana dans le sud. Pontianak est en concurrence avec l'État pirate de Sambas pour le contrôle des habitants de l'amont des fleuves et des gōngsī qui exploitent les mines d'or et de diamants. Puis les Néerlandais se retirent de Pontianak.

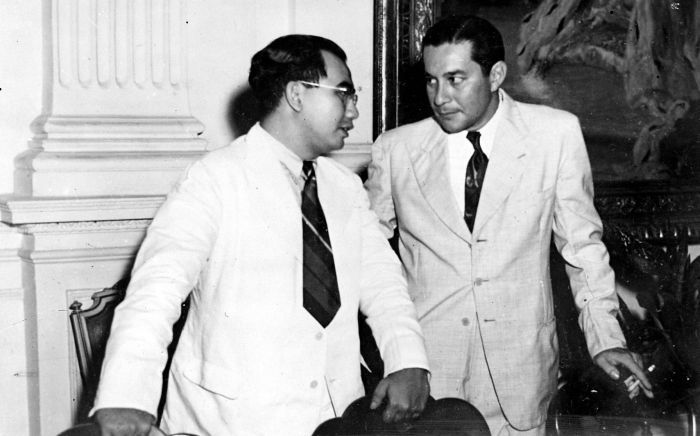
Le sultan Hamid II de Pontianak (à droite) conversant avec le prince balinais Ida Anak Agung Gde Agung (1949)

Durant l'occupation japonaise des Indes néerlandaises, le sultan Sjarif Muhammad Alkadrie et deux de ses fils sont décapités par les Japonais lors du massacre de Mandor.
En 1953, le sultan  Hamid II est condamné à 10 ans de prison pour avoir pris le parti des Néerlandais lors de la période dite de la « révolution », c'est-à-dire la lutte pour la défense de la jeune république d'Indonésie (1945-49). Après sa mort en 1978, le trône reste vacant. Son palais Qadriah, au bord du fleuve Kapuas, est transformé en musée.
En janvier 2004, un neveu de Hamid est intronisé comme nouveau sultan.

## Liste des sultans de Pontianak
| No | Nom                   | Règne     |
| -- | --------------------- | --------- |
| 1  | Abdurrahman al Kadrie | 1771-1808 |
| 2  | Kasim                 | 1808-1819 |
| 3  | Osman                 | 1819-1855 |
| 4  | Hamid                 | 1855-1872 |
| 5  | Yusuf                 | 1872-1895 |
| 6  | Muhammad              | 1895-1944 |
| 7  | Thaha                 | 1944-1945 |
| 8  | Hamid II              | 1945-1950 |
| 9  | Abubakar              | -         |